# Adamovich Ádám
Adamovich Ádám, írói álnevein: Csallóközi Kukkó, Dongó (Oszuszkó, 1827. december 24. – Komárom, 1886. augusztus 19.) ügyvéd, az 1848–49-es forradalom és szabadságharc idején tüzér főhadnagy volt.

## Élete
A gimnáziumot Komáromban, a jogot Győrben és a fővárosban végezte, majd ügyvédi vizsgát tett.
Az 1848–49. évi szabadságharcban mint tüzér-főhadnagy vett részt. Az 1850-es évek elején Komáromban telepedett le mint ügyvéd; később városi képviselő és a honvédegylet elnöke lett.

## Művei
- 1848-tól, mikor a Katholikus Néplapba egy vallásos elbeszélést írt, működött az irodalmi téren. Írt történeti elbeszéléseket a Családi Lapokba (1852–1853), cikkeket az Idők Tanujába (1864), Pesti Hirnökbe (1865–1867). Ezután a Győri Közlönynek lett rendes munkatársa Dongó álnév alatt; ugyanennek első évi folyamában írta a Csallóközi Kukko leveleit. Időnként írt még a Komáromi Lapok, Komárom és Vidéke s a Függetlenségbe cikkeket, történeti értekezést és levelezést.
- Önállóan megjelent munkája: A tűzoltó. Komárom, 1877. (Mint a tűzoltó-egyesület alparancsnoka írta.)
- 1876–1877-ben szerkesztette a Komárom hetilapot és 1877. március 7-étől a Jókay Lajos által kiadott Komáromot, amelyből csak nehány szám jelent meg.